# Fünf vor der Ehe
Fünf vor der Ehe (früher 5 vor der Ehe) waren eine deutsche A-cappella-Gruppe aus Hannover.

## Bandgeschichte
Die Band wurde 2002 von den fünf Musikstudenten Christian Thiemig, Tobias Tiedge, Tilmann Weiss, Daniel Eggert und Jörn Marcussen-Wulff gegründet. In den folgenden zwei Jahren sang die Band vorrangig Rock- und Poptitel bei Festivals und Hochzeiten. 2004 verließ Jörn Marcussen-Wulff die Band und Eiko Saathoff ersetzte ihn als Tenor. Mit dieser Neubesetzung begannen Tilmann Weiss und Tobias Tiedge, ihre ersten gemeinsamen Songs zu schreiben. Diese wurden zunächst auf dem selbst produzierten Album Baby, nimm mich LIVE im Jahr 2005 veröffentlicht.
2006 erreichte die Band beim internationalen Festival vokal.total in Graz den 2. Platz. Im selben Jahr arbeitete sie mit der a cappella-Gruppe The Real Group in einem Workshop zusammen und nahm bei der internationalen A-Cappella Woche in Hannover teil.
Im Jahre 2008 erschien das erste Studioalbum Das geht ja gar nicht mit der dazugehörigen Single Gefährlich über das Plattenlabel Coconut Records/Sony BMG. Kurz vor der Veröffentlichung verließ Bass-Sänger Daniel Eggert die Band und Sascha Rittgerodt übernahm seinen Platz. Mit Das geht ja gar nicht begann die professionelle Karriere der Band. Konzerte in Deutschland und dem deutschsprachigen Ausland folgten.
Am 30. Mai 2009 veröffentlichte die Band ihre für die Stadt Hannover verfasste Hymne Hannoverliebt. Im Winter 2009 erschien das Weihnachtsalbum Weihnachten mit dir über das selbst gegründete Label polygamusic. Zum 2. Ökumenischen Kirchentag in München schrieb die Band den Song Damit du Hoffnung hast.
Am 17. Mai 2010 erschien das Album Das! Jetzt!. Ein halbes Jahr später veröffentlichten Fünf vor der Ehe ihre erste DVD Das! Jetzt! - Live.
Eiko Saathoff verließ im Herbst 2010 die Band. In einem Casting setzte sich Martin Jordan als neues Bandmitglied durch hat.
Im Juni 2011 erschien die Studio-CD Heute eine Frau. Es ist Martin Jordans erste CD-Produktion mit Fünf vor der Ehe. Das Release-Konzert zum Album Tigerbaby fand am 8. Februar 2013 im Capitol Hannover statt. 2016 erschien ihr Album Tandem.
Zunächst befand sich die Band ab Anfang 2019 in einer Pause. Nachdem Mirko Schelske ab Sommer 2019 bei dem A-Cappella-Quintett Basta sang, verkündete die Band wenig später ihre Auflösung.

## Diskografie

### Alben
| Jahr | Titel                 | Anmerkungen                                |
| ---- | --------------------- | ------------------------------------------ |
| 2005 | Baby, nimm mich LIVE  | keine Plattenfirma                         |
| 2008 | Das geht ja gar nicht | erschienen bei: Coconut Music (Sony Music) |
| 2009 | Weihnachten mit Dir   | erschienen bei: polygamusic                |
| 2010 | Das! Jetzt!           | erschienen bei: polygamusic                |
| 2011 | Heute eine Frau       | erschienen bei: polygamusic                |
| 2013 | Tigerbaby             | erschienen bei: polygamusic                |
| 2014 | Alles wie früher LIVE | erschienen bei: polygamusic                |
| 2016 | Tandem                | erschienen bei: polygamusic                |

### Singles
| Jahr | Titel                       | Anmerkungen                                         |
| ---- | --------------------------- | --------------------------------------------------- |
| 2008 | Gefährlich                  | erschienen bei: Coconut Music (Sony Music)          |
| 2009 | hannoverliebt               | erschienen bei: keine Plattenfirma                  |
| 2010 | Damit du Hoffnung hast      | Kirchentagssong; erschienen bei: keine Plattenfirma |
| 2011 | Da wird auch dein Herz sein | Kirchentagssong; erschienen bei: polygamusic        |

### DVDs
| Jahr | Titel                      | Anmerkungen                 |
| ---- | -------------------------- | --------------------------- |
| 2010 | Das! Jetzt! - Die Live-DVD | erschienen bei: polygamusic |

## Auszeichnungen
- 2006 – Silberdiplom beim internationalen Festival vokal.total in Graz
- 2010 – Kulturförderpreis der Evangelisch-lutherischen Landeskirche Hannovers